# Skolastika
Skolastika (grč. σχολή, lat. schola, dokolica > učeno razlaganje > škola; scholasticus, učenjački i učenjak) je filozofska i teološka metoda poučavanja u kršćanskim školama, prvo onima u sastavu samostana, zatim u katedralnim školama, te naposljetku na sveučilištima. To je oznaka za srednjovjekovni način filozofiranja, koji je ciljao na pomirenje antičke – prvenstveno Aristotelove – filozofije s kršćanskom teologijom. Stoljećima – koliko je skolastika trajala – kršćanski je intelektualac (redovnik, klerik) bio «školnik», što znači da je filozofiju shvaćao ne kao slobodno istraživanje, nego kao učenje i poučavanje u službi teologije (pod motom philosophia ancilla theologiae).
Nerijetko se – ponešto neprecizno – skolastikom naziva sva filozofska, teološka i znanstvena misao srednjega vijeka.

## Kontekst
Kršćanska se skolastička spekulacija odvijala unutar tradicije i pravovjerja što su ih ustanovili crkveni autoriteti. Prema skolastičarima, ne postoji neka istina koju bi trebalo tražiti, koja ne bi već bila dana; jer sve što je valjalo reći već je bilo predmetom božanske objave i sadržano je u Svetom pismu. Stari i Novi zavjet, neposredna riječ Božja, predstavljaju najveći među svim autoritetima; oni su dogma koja ne može biti predmetom diskusije a da se ne zapadne u grijeh ili herezu, a zadaća je srednjovjekovnog mislioca pokušati razjasniti ne uvijek očit smisao Pisma ili djela nekog auktora (renomiranog autora), uz pozivanje na spise drugih odabranih autora. 
U jesen srednjeg vijeka na zalazu je bila i skolastika, zbog unutarnje krize određene samom njezinom prirodom, to jest zbog poimanja da je sve znanje zatvoren i već konačno dan sistem. Napretkom znanosti, rezultati skolastičke metode postajali su sve suptilniji i zamršeniji, a pribjegavanje znanju i mudrosti staroga vijeka razotkrivalo se u svoj svojoj problematičnosti. Prijevodi djela antičkih autora s arapskog i grčkog (12. – 13. st.) stavljali su na raspolaganje sve veći broj ranije izostavljanih auktora, dok je napredak filologije otkrio da su mogi autori, naročito Platon i Aristotel, nepomirljivi kako između sebe tako i s kršćanskom doktrinom. Bilo je zaprepašćujuće, primjerice, otkriće da je Aristotel – konačno u većem opsegu dostupan u Averroesovom prijevodu – držao da je pojedinačna duša («forma» tijela) smrtna, što je antikršćanska, a možda i ateistička teza.

## Srednjovjekovno školstvo
Nastavni program srednjovjekovnih škola sastojao se od «sedam slobodnih vještina» (septem artes liberales). Slobodnima su se zvale zato što je bavljenje njima pretpostavljalo dokolicu (sholế). Sedam slobodnih vještina dijelilo se na trivij (gramatika, retorika i dijalektika) i kvadrivij (aritmetika, geometrija, astronomija i muzika). Najviši cilj znanstvenog rada bio je sistematizacija odranije danog sadržaja. Dana se građa strukturirala u cjelinu primjenom definicija, klasifikacija, silogističkog dokazivanja, dedukcijom iz aksioma i definicija.
Metode poučavanja u srednjovjekovnim školama bile su:
- lectio, metoda zajedničkog čitanja i komentara, objašnjavanja i tumačenja filozofskog ili teološkog teksta nekog od auktora
- disputatio (hrv. disput), metoda praktične primjene silogističkih pravila u dokazivanju nekog spornog pitanja; usmena rasprava.

### Metoda
Skolastika je temeljne metafizičke pojmove naslijeđene grčkom filozofskom tradicijom preoblikovala i primijenila na objavljene istine, uz postavku da se spoznaja ravna stanovitim vječnim i nepromjenjivim načelima i uz uvijek naglašavanu različitost i jedinstvo vjere i znanja,  teologije i filozofije. 
Skolastičke metode stavljaju naglasak na dijalektičko mišljenje i debatno nadmetanje. Primarna svrha skolastike bila je pronaći odgovor na neko pitanje ili razriješiti neku kontradikciju.
Skolastičari bi kao predmet istraživanja prvo izabrali djelo, primjerice knjigu iz Biblije ili spis što ga je napisao kakav renomirani učenjak, auktor. Čitajući knjigu kritički i u cijelosti, slušači su učili cijeniti teorije auktora. Onda bi uzeli u obzir i druge dokumente povezane s izvornim tekstom, primjerice odredbe ekumenskih sabora, papinske poslanice, ili štogod drugo na tu temu, bilo suvremenih bilo ranijih autora. Oko pitanja koja se nisu najuže ticale teologije, kao autoriteti su se dopuštali ne samo veliki grčki, nego i islamski filozofi.
Potom bi se pribilježile točke neslaganja i prijepora pronađene u tim raznolikim izvorima. Takve pojedinačne rečenice ili ulomci zvali su se sententiae. Biblija, primjerice, sadržava brojna prividna proturječja, i te su kontradikcije već pretresli brojni drugi učenjaci. Skolastičar bi prikupio sve argumente o kontradikcijama te ih sa svih ih strana kritički razmotrio. 
Nakon što bi se naveli izvori i nesuglasice, dijalektički bi se prividno proturječni argumenti spojili u usklađenu i usuglašenu cjelinu. To se postizalo na dva načina. 
Prvo, filološkom analizom, gdje su se propitivale konkretne riječi i dokazivalo se da bi one mogle imati više od jednog značenja te da je autor riječi mogao pridati neko drugo značenje. Dvosmislenost u riječima mogla se koristiti da se nađu dodirne točke između dva inače kontradiktorna iskaza. Drugo, logičkom analizom – koja se oslanjala na pravila formalne logike – da se pokaže da kontradikcija nije ni bilo, nego je riječ o iskrivljenom tumačenju čitatelja.

#### Auktori
Kao auktori najčešće su se uzimali sljedeći autori i djela:
- Biblija
- Platon (naročito dijalog Timej)
- Aristotel ("Filozof") i njegov prevoditelj i komentator Averroes ("Komentator")
- Aurelije Augustin
- Boetije i njegov spis Utjeha filozofije
- Petrus Lombardus (točnije, njegovo djelo Libri Quattuor Sententiarum)

## Podjela po razdobljima
Skolastika se može podijeliti u sljedeća razdoblja:
- Rana skolastika (oko 800. – 1200./1250.). Postavlja se problem univerzalija, proučavaju se Aristotelovi logički spisi, uobličuje se skolastička metoda
- Zrela skolastika (oko 1200./1250. – 1350./1400.). Proučavaju se i ostali Aristotelovi spisi, polemizira se s islamskom i židovskom filozofijom, vjerske istine nastoje se pomiriti s filozofijom, točnije kršćanska tradicija s Aristotelovim nasljeđem
- Kasna skolastika (oko 1350./1400. – 1500.). Ovo je razdoblje razračunavanja s okamizmom; obilježio ga je i razdor između mističnog iskustva i skolastičkog nauka
- Novovjekovna skolastika (16. – 17. st.). Ovo razdoblje, nakon reformacije i renesanse, posebno je obilježilo španjolsku i talijansku filozofiju
- Novoskolastika (od 19. st. naovamo). Nakon brojnih kritika, koje su je karakterizirale povijesnom i ograničenom na srednji vijek, skolastika se rehabilitira.

## Predstavnici

### Rana skolastika
Anselmo Canterburyjski ponekad se naziva ocem skolastike, zbog istaknutog mjesta koje u njegovoj teologiji zauzima razum. Dok je djelo njegovog jedinog velikog prethodnika, Eriugene, sadržavalo previše spekulativnih i mističnih elemenata za dosljednog skolastičkog učenjaka, u Anselma nailazimo na klasične karakteristike skolastičke teološke misli: priznanje veze razuma i objave te pokušaje da se razradi racionalan sustav vjere. Valja ipak reći da Anselmov pristup u njegovo doba nije bio naročito utjecajan, te da se i on sam ograđivao od naučavanja katedralnih škola.
Među ostalim autorima i djelima ovog razdoblja valja još posebno istaknuti Anselma iz Laona i njegove glose uz Sveto pismo, Abelarda zaslužnoga za zamah dijalektike (jedne od vještina srednjovjekovnog trivija) te Petrusa Lombardusa i njegovu zbirku sentencija tj. mišljenja crkvenih otaca i drugih auktora (Libri Quattuor Sententiarum).

#### Najznačajniji predstavnici
- Anselmo Canterburyjski (1033. – 1109.)
- Anselmo iz Laona (oko 1050. – 1117.)
- Hugo od sv. Viktora (1078. – 1151.)
- Petar Abelard (1079. – 1142.)
- Bernard od Clairvauxa (1090. – 1153.)
- Hildegarda iz Bingena (1098. – 1179.)
- Petrus Lombardus (oko 1100. – 1160.)
- Alan iz Lillea (oko 1128. – 1202.)
- Joakim da Fiore (oko 1135. – 1202.)

### Zrela skolastika
U ovome je periodu skolastička je metoda – kombinirajući logiku pojmova, metafiziku i semantiku u jednu disciplinu – izašla iz okvira teologije i proširila se i na filozofiju prirode, psihologiju, teoriju spoznaje i filozofiju znanosti. U Španjolskoj su skolastičari dali znatan doprinos i ekonomskoj teoriji.

Za zamah filozofije prirode i znanstvene metode na tlu teologije posebno su zaslužni Robert Grosseteste i Roger Bacon.
Povijesni kontekst ovoga razdoblja obilježili su pokušaji gušenja različitih heterodoksnih vjerskih pokreta, kakvi su bili katari i valdenzi. Usporedan zamah prosjačkih redova (osobito franjevaca i dominikanaca) dijelom se može tumačiti kao vid ortodoksne alternative heretičkim pokretima.

Iz redova franjevaca i dominikanaca potekli su teolozi kao što su Aleksandar Haleški i Bonaventura (oba franjevci) te Toma Akvinski (dominikanac). 
To je također doba procvata mističke teologije, gdje su i žene – poput Mechthild iz Magdeburga – igrale važnu ulogu.

#### Najznačajniji predstavnici
- Sv. Dominik (1170. – 1221.)
- Robert Grosseteste (oko 1175. – 1253.)
- Sv. Franjo Asiški (1182. – 1226.)
- Aleksandar Haleški (oko 1185. – 1245.)
- Mechthild iz Magdeburga (1210. – 1285.)
- Roger Bacon (1214. – 1294.)
- Sv. Bonaventura (1221. – 1274.)
- Sv. Toma Akvinski (1225. – 1274.)
- Anđela iz Foligna (1248. – 1309.)
- Meister Eckhart (1260. – 1328.)
- Marsilije iz Padove (1270. – 1342.)
- Duns Scot (1266. – 1308.)
- William Occam (oko 1285. – 1349.)

### Kasna skolastika
Kasnu je skolastiku u filozofiji obilježilo razračunavanje s tradicijom skotističkog voluntarizma i okamističkog nominalizma te sve kompleksnija, suptilnija i kruća terminologija i pojmovna diferenciranost.
Istodobno, to je razdoblje u kojemu su bili djelatni raznoliki pokreti s ciljem reforme institucionalne crkve (koncilijarizam, lolardi, husiti). Širili su se i različiti pokreti duhovne obnove, kao što je devotio moderna.
Nepomirljiv razdor između struja koje je odlikovao strog i formalistički filozofsko-teološkog nauk i onih koje su davale prednost neposrednom mističnom iskustvu najavio je razrješenje skolastike. Također, izvana, u duhu humanizma, skolastika je viđena kao krut, zastario i neprikladan način filozofiranja, te je potisnuta i donekle zaboravljena (premda se mjestimice i dalje njegovala, primjerice u Salamanki).

#### Najznačajniji predstavnici
- John Wycliffe (oko 1320. – 1384.)
- Julijana iz Norwicha (1342. – 1413.)
- Geert Groote (1340. – 1384.)
- Sv. Katarina Sijenska (1347. – 1380.)
- Jean Gerson (1363. – 1429.)
- Jan Hus (oko 1369. – 1415.)
- Toma Kempenac (1380. – 1471.)

## Također pogledajte
- Kršćanska filozofija
- Katolicizam

## Vanjske poveznice
- (engl.) Scholasticism (Encyclopædia Britannica)
- (engl.) Joseph Rickaby,  Scholasticism  Arhivirana inačica izvorne stranice od 5. prosinca 2006. (Wayback Machine) (Jacques Maritain Center)
- (engl.) Scholasticism (The Catholic Encyclopedia)